# Аракс (станция)
Ара́кс — железнодорожная станция Южно-Кавказской железной дороги на линии Тбилиси — Ереван. Расположена в 100 километрах от Гюмри и 54 километрах от Еревана. Названа по одноимённым селу и реке, вблизи которых расположена.

## История
Открыта в 1902 году в составе пускового участка Гюмри — Ереван. В 1966 году электрифицирована на постоянном токе (участок Ани — Армавир).

## Деятельность
Станция доступна для небольших и повагонных грузовых отправлений по параграфу. Пассажирское сообщение по станции представлено двумя парами ежедневных электропоездов Ереван — Гюмри, останавливающиеся на станции Аракс.
Пассажирские поезда дальнего следования (зимний Ереван — Тбилиси и летний Ереван — Махинджаури) по станции не останавливаются с 2009 года.